# Crypto (Verenigd Koninkrijk)
Crypto is een Brits historisch merk van motorfietsen.
De Crypto motorfiets werd op de Stanley Show van 1901 gepresenteerd. Hij had een motorblok dat naast het voorwiel was gemonteerd. De krukas was verbonden met de wielnaaf en het vliegwiel zat aan de andere kant van het voorwiel.